# 체올울프
체올울프 (Ceolwulf, ? ~ c. 611년) 은 웨식스 왕국의 왕이다. 예전부터 서색슨인을 예위세(Gewisse)라고들 불렀으며, 영국인명사전에는 체올울프를 예위세 왕이라고 기재하였다. 앵글로색슨 연대기에 의하면, 그는 597년부터 611년까지 재위하였으며, 세인트 네오티스 연대기에서도 체올울프의 재위 기간이 14년이라고 언급하고 있다. 서색슨 왕의 족보(West Saxon Genealogical Regnal)에서는 그가 17년 동안 왕위에 있었다고 하지만, 바버라 요크는 이게 오류라고 주장하고 있다.
체올울프는 쿠스울프의 아들이자 킨리치의 손자이며, 형인 체올의 후계자이다. 연대기에 의하면, 체올울프는 계속 잉글랜드인, 브리튼인, 픽트인, 스코틀랜드인과 싸워온 강력한 통치자였다고 언급하고 있으나, 그가 픽트인이나 스코틀랜드인과 싸웠을 가능성은 낮다. 그가 참여한 전투 중 유일하게 남아있는 것은 남색슨인과의 대결이었으며, 아마 와이트섬과 남햄프셔를 정복하기 위한 것으로 보이지만, 아마 남쪽과 서쪽으로 가기 위한 토대를 마련하기 위해 대항했던 것으로 보여진다.
체올울프의 후계자인 퀴네길스가, 체올울프의 아들인지 아니면, 그의 형인 체올의 아들인지는 확실하지 않다.